# 埃克斯河

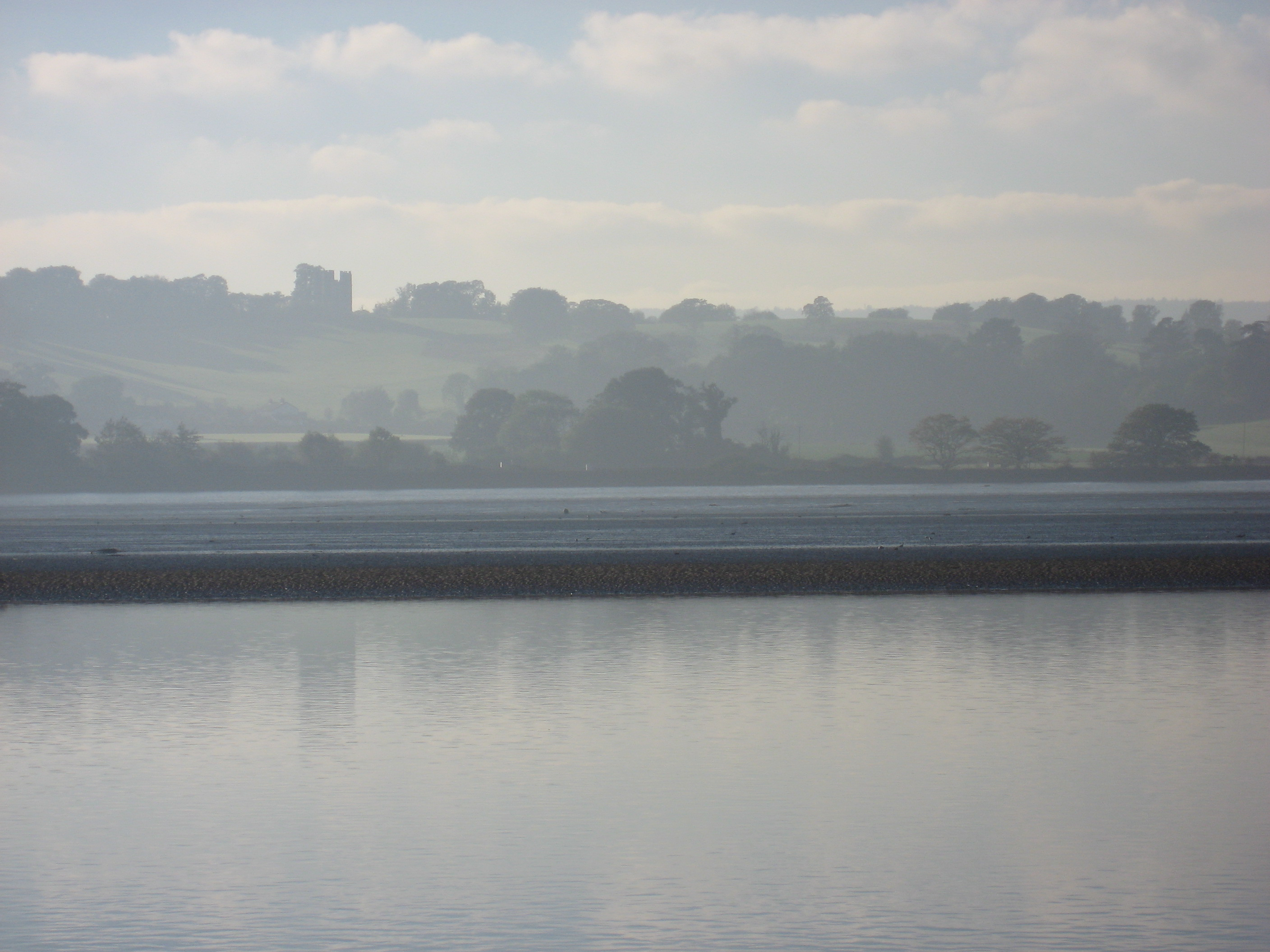
以鮑德哈姆城堡為背景的埃克斯河口

埃克斯河（River Exe；/ˈɛks/ EKS) 發源於英格兰萨默塞特郡埃克斯穆爾國家公園中的西蒙斯巴斯村莊附近，北距布里斯托尔湾海岸 8.4 千米（5 英里）但幾乎直接向南流淌，主要流經德文郡。它流過 96 千米（60 英里）後在德文郡南海岸一個大溺灣處入海，即埃克斯河口。歷史上的最低架橋點在埃克塞特，而今被在城中心以南3千米為M5高速公路架設的高架橋所取代。

## 參閱
- Lawrence, Rod (1999). The Exe: A River for Wildlife. Bradford-on-Avon.

## 外部連結
- RSPB reserves: Exminster & Powderham Marshes（页面存档备份，存于）
- Dawlish Warren Nature Reserve（页面存档备份，存于）